# Бет дин
Бет дин (на иврит: בֵּית דִּין, [beːθ ˈdiːn]) е религиозен съд в юдаизма.
Първото споменаване на обособена съдебна институция в Библията е в книга Изход, където Иотор съветва Моисей да подбере специални съдии, вместо сам да съди хората.[Изход 18:14 – 26] В епохата на Втория храм в Юдея бет дин имат широки правомощия, а висшата му инстанция – Синедрионът – оглавява еврейското самоуправление в областта. Днес бет дин продължават да функционират в много еврейски общности, като обикновено са съставени от трима равини и се занимават с религиозни и гражданскоправни въпроси.